# Miso Soup
Miso Soup (イン ザ・ミソスープ, In Za Misosūpu, In the Miso Soup) est un roman de Ryū Murakami paru au Japon en 1997. 

## Synopsis
Kenji, accompagnateur professionnel pour étranger dans le milieu du commerce sexuel à Tōkyō, rencontre un client américain, Frank, qui va changer sa vie et sa vision du monde. 

## Commentaires
Miso Soup est une métaphore pour la société japonaise, qui a attiré Frank. Ce dernier exerce chez Kenji une impression bizarre et une méfiance qui se voient amplement justifiées au cours du récit, où la violence et une atmosphère mi-fantastique, mi-psychotique nouent des liens entre les deux protagonistes.
Dans l'édition française des éditions Philippe Picquier (1999, traduction de Corinne Atlan), une postface de l'auteur explique comment un événement réel survenu dans la société japonaise, au cours de la rédaction de l'ouvrage d'abord publié sous forme de feuilleton, a donné un écho troublant au récit.
Cet événement traumatisant pour le Japon confirme le pessimisme de Ryū Murakami vis-à-vis de la société japonaise en 1997, vouée, selon lui, à une inexorable décadence. La prostitution des lycéennes et des étudiantes, l'absence de spiritualité, la cannibalisation des produits de consommation sont les réalités non assumées qui prennent corps dans son roman.